# NGC 4537
NGC 4537 est une vaste et lointaine galaxie lenticulaire située dans la constellation des Chiens de chasse à une distance d'environ 178 ± 12 Mpc (∼581 millions d'al). NGC 4537 a été découverte par l'astronome britannique John Herschel en 1831. Cette galaxie a aussi été observée par l'astronome américain Lewis Swift le 16 mars 1884 et elle a été inscrite au catalogue NGC sous la désignation NGC 4542. L'identification de cette galaxie est cependant incertaine. En 2009, on a observé une supernova dans cette galaxie. 

## Caractéristiques

### Distance
Sa vitesse par rapport au fond diffus cosmologique est de 12 067 ± 13 km/s, ce qui correspond à une distance de Hubble de 178 ± 12 Mpc (∼581 millions d'al).

## Identification de NGC 4537

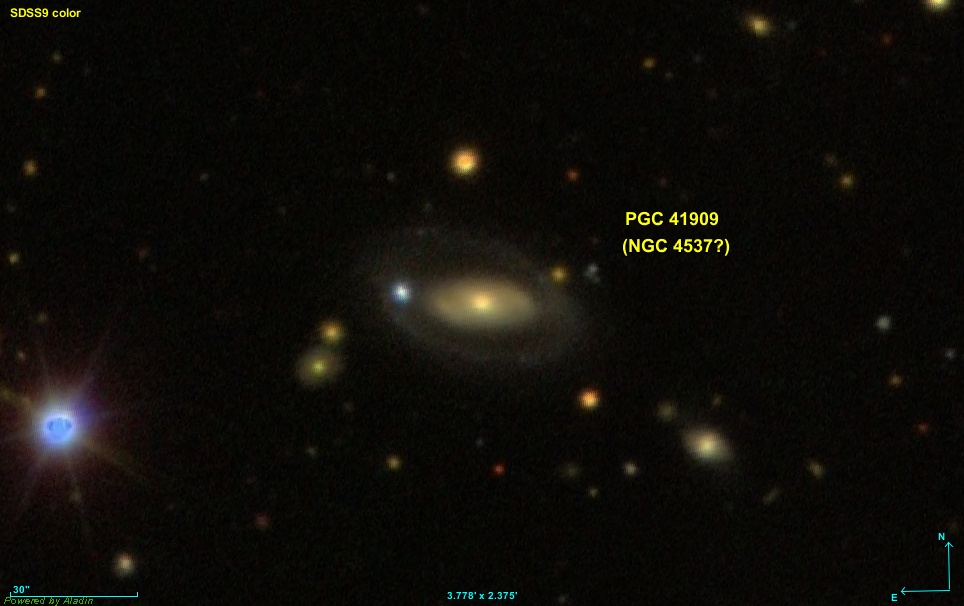
Selon Simbad, NGC 4537 est la galaxie PGC 41909.

Toutes les sources consultées sont d'avis que NGC 4537 et NGC 4542 sont la même galaxie, soit PGC 41864, sauf la base de données Simbad. Selon cette base de données, NGC 4537 est la galaxie PGC 41909 et NGC 4542 est la galaxie PGC 41864.  Le décalage vers le rouge de 4537 est celui du quasar SDSS J123503.39+505049.1. Le décalage vers le rouge de PGC 41909 est plutôt de 0,040000 et sa mesure provient de la supernova SN 2009do.

## Supernova SN 2009do
Le site de l'Union astronomique internationale (UAI) qui contient la liste des supernovas rapporte la supernova SN 2009do dans la galaxie NGC 4537. En réalité, cette supernova s'est produite dans le galaxie MCG 09-21-22 et cette galaxie est PGC 41909, identifiée incorrectement en plus d'un endroit à NGC 4537. Cette supernova a été découverte le 22 avril par S. B. Cenko, W. Li, et A. V. Filippenko dans le cadre du programme LOSS (Lick Observatory Supernova Search) de l'observatoire Lick et elle était de type Ia.